# Rakiški graben
Rakiški graben je pritok potoka Zala, ki je levi pritok reke Iške. Ta se nato na Ljubljanskem barju izliva v Ljubljanico.